# Реймънд Харолд Соукинс
Реймънд Харолд Соукинс (на английски: Raymond Harold Sawkins) е британски писател на бестселъри в жанра трилър. Пише основно под псевдонима Колин Форбис (на английски: Colin Forbes), но е писал и като Ричард Рейн (Richard Raine), Джей Бърнард (Jay Bernard) и Харолд Инглиш (Harold English).

## Биография и творчество
Реймънд Соукинс е роден на 14 юли 1923 г. в Хампстед, Лондон, Англия. Учи в училището „Джон Лайън“ в Хароу, Лондон. На 16 години започва работа като помощник редактор на списание и издателска компания. По време на Втората световна война е с британската армия в Северна Африка и Близкия изток, а в края на войната работи към частта на военния вестник в Рим.
След демобилизацията работи като редактор и рекламен директор на издателска и полиграфична компания в Лондон в продължение на 20 години. През 1951 г. се жени за Джейн Робъртсън. Имат една дъщеря – Джанет. Живял е със семейството си в Уокинг, графство Съри.
Първата си книга „Snow on High Ground“ от полицейската поредица „Сняг“ Соукинс публикува през 1966 г. Тази трилогия е единствената, която излиза под собственото му име. В следващите години писателят експериментира с различни произведения и стилове, които излизат под псевдоними.
През 1969 г. е издаден трилърът му „Tramp in Armour“ под псевдонима Колин Форбис, който става основен за творчеството му.
През 1982 г. излиза първият трилър „Double Jeopardy“ от неговата най-известна дългогодишна поредица „Туийд“, с главен герой заместник-директора на секретната разузнавателна служба Туийд, който разследва заплетени шпионски и криминални случаи по целия свят. Поредицата включва 24 книги, които пише всяка година до смъртта си.
Характерно за романите на Соукинс е, че той лично посещава местата, в които се развива действието на романите. Пътувал е из цяла Западна Европа, източното и западното крайбрежие на Америка, в Африка и в Азия. Въз основа на наблюденията си прави подробни и автентични описания, които придават типичен местен колорит. Романите му винаги имат пролог и епилог, имат голям обем, а освен това като основна нишка в развитието на сюжета играят и климатичните условия, особено мъглата.
През 1979 г. романът му „Avalanche Express“ е екранизиран с участието на актьорите Лий Марвин, Робърт Шоу и Линда Еванс. Произведенията му са преведени на повече от 20 езика по целия свят.
Реймънд Соукинс умира от инфаркт на 23 август 2006 г. в Лондон.

## Произведения

### Като Реймънд Соукинс

#### Серия „Сняг“ (Snow)
1. Snow on High Ground (1966)
2. Snow in Paradise (1967)
3. Snow Along The Border (1968)

### Като Ричард Рейн

#### Серия „Дейвид Мартини“ (David Martini)
1. A Wreath for America (1967) – издадена и като „The Corder Index“
2. Night of the Hawk (1968)
3. Bombshell (1969)

### Като Джей Бърнард
- The Burning Fuse (1970)

### Като Колин Форбис

#### Самостоятелни романи
- Tramp in Armour (1969)
- The Heights of Zervos (1970)
- The Palermo Ambush (1972)
- Target 5 (1973)
- Year of the Golden Ape (1974)
- The Stone Leopard (1975)
- Avalanche Express (1977)
- The Stockholm Syndicate (1981)
- The Leader and the Damned (1983)

#### Серия „Туийд“ (Tweed and Co)
1. Double Jeopardy (1982)
2. Terminal (1984)
3. Cover Story (1985)
4. The Janus Man (1987)
5. Deadlock (1988)
6. The Greek Key (1989)
7. Shockwave (1990)
8. Whirlpool (1991)
9. By Stealth (1992)
10. Огнен кръст, Cross of Fire (1992)
11. The Power (1993)
12. The Fury (1995)
13. The Cauldron (1996)
14. Precipice (1996)
15. The Sisterhood (1997)
16. This United State (1998)
17. Sinister Tide (1999)
18. Rhinoceros (2000)
19. The Vorpal Blade (2001)
20. The Cell (2002)
21. No Mercy (2003)
22. Blood Storm (2004)
23. The Main Chance (2005)
24. The Savage Gorge (2006)

### Като Харолд Инглиш
- The Heavens Above Us (1979) – издадена и като „In letzter Minute“ ((de))